# ISO 3166-2:GS
ISO 3166-2:GSはISOの3166-2規格のうち、GSで始まるものである。イギリス領サウスジョージア・サウスサンドウィッチ諸島の行政区分コードを意味する。サウスジョージア・サウスサンドウィッチ諸島はISO 3166-1(ISO 3166-1 alpha-2)で、GSを国コードとして割り振られている。ISO 3166-2:GSに対応する行政区分コードの割り当てはない。